# 豊ノ島大樹
豊ノ島 大樹（とよのしま だいき、1983年6月26日 - ）は、高知県宿毛市出身で時津風部屋に所属した元大相撲力士、タレント、YouTuber。本名は梶原 大樹（かじわら だいき）、愛称はカジ、いきちゃん。身長168cm、体重154kg、血液型はA型、星座は蟹座。得意技は左四つ・下手投げ。嫌いなものはグリーンピース、レーズン、溶けていないチーズ。趣味は音楽鑑賞、カラオケ、釣り、ボウリングなどと多種多様である。最高位は東関脇（2012年5月場所）。
座右の銘は「三年先の稽古」。小学生のときに相撲を教わった恩師の言葉だという。その言葉は自身のブログのタイトルにもなっている。また、自身と同じブログ力士である、雅山、普天王らとも仲が良い。下戸であり酒は飲めない。持病としててんかんを持っている。妻は元歌手の竹内沙帆。はとこに女子サッカークラブAC長野パルセイロ・レディースの國澤志乃、元純烈の小田井涼平は三従兄弟。

## 来歴

### 出生～アマチュア時代
豆腐店の長男として生まれる。小学校時代、毎朝特大のおにぎり6個（米6合分）を食べて登校するなどして力士としての素養を磨いていた。小学校1〜3年生まではサッカーをやっていた。宿毛市立片島中学校2年時に全国中学校相撲選手権大会の団体決勝戦の先鋒戦で、後のライバルとなる菊次一弘(琴奨菊)と初対戦となり、下手投げで下している。3年時に全国都道府県中学生相撲選手権大会で個人・団体優勝を果たし、高知県立宿毛高等学校へ進学後、2001年に行われた宮城国体では県少年選抜チームの1人として相撲競技の団体優勝に貢献した。因みに、宿毛高校相撲部時代の恩師は土佐ノ海の弟であった。

### 大相撲入門後
高校卒業直前の2002年1月場所に初土俵、父親の知人が時津風部屋の後援会長をしていた縁もあり、時津風部屋に入門。新弟子検査では身長が足りず第二検査に回るも120kgの身体ながら50m走を7秒台後半で走った。同期入門に中学時代からのライバルであり親友でもある菊次一弘（のちの大関・琴奨菊。現・秀ノ山）がいて、序ノ口、序二段では琴菊次との優勝争いを制している。
なお、入門から1年頃に稽古や雑用が辛くて脱走を考えたこともあるが、まず追っ手から逃げながら本州から四国に帰るのが困難だと諦め、結果的に脱走せずに済んだ。
2004年5月場所に新十両へ昇進し（西十両13枚目）、第二検査受検合格者としては初の関取となった。十両は2場所で通過し、同年9月場所に新入幕（西前頭15枚目）。その場所では6勝9敗と負け越し、翌11月場所は十両へ陥落（東十両筆頭）するも、翌2005年1月場所で再入幕（東前頭17枚目）。同年7月場所は東前頭16枚目で6勝9敗と負け越し、翌9月場所には再び十両へ陥落（西十両筆頭）。その場所では14勝1敗の成績を挙げて初の十両優勝を果たし、翌11月場所において2度目の再入幕を果たして以降は幕内に定着した。
2007年1月場所では優勝争いに絡む活躍を見せて、12勝3敗の好成績を挙げて初の敢闘賞と技能賞を受賞した。自己最高位となる西前頭筆頭にまで躍進した翌3月場所でも2大関を破る活躍を見せて8勝7敗と勝ち越しを決め、翌5月場所では新三役となる小結への昇進を果たした。これも第二検査合格者としては初の快挙である。
しかし、2007年4月30日に時津風部屋へ出稽古に出向いてきた横綱・朝青龍との稽古中に、右膝と足首の靱帯を負傷した。豊ノ島は全治2週間と診断され、朝青龍には大きな批判が寄せられたが、豊ノ島自身は自身のブログで「稽古中の事故」としている。同年5月9日には時津風親方（元小結・双津竜）が休場の可能性を示唆したが、10日には怪我が完治していないものの強行出場することを明らかにした。その初日に朝青龍と対戦したものの、立合いからすぐに豊ノ島が腰から落ちて敗れてしまった。結局、この5月場所では豊ノ島は4勝11敗と大きく負け越してしまった。翌7月場所でも怪我が完治していない中で出場したが、結果的には7勝8敗と負け越した。
続く同年9月場所では、11日目に横綱・白鵬から自身初となる金星を挙げ（白鵬が初めて配給した金星でもあった）、さらに琴欧洲・琴光喜の2大関を破る活躍を見せて8勝7敗と勝ち越し、初の殊勲賞を受賞した。しかし、この9月場所の直後に時津風部屋力士暴行死事件が発覚し、それ以降、自身のブログの更新を自粛していた。
2008年1月場所と続く3月場所ではいずれも6勝9敗の成績に終わった。一時期は147kgまで体重が増加し、さすがに廻しが取れなかったりする弊害が出てきたため、体重を142kgまで絞った同年5月場所では11勝4敗の好成績を挙げた。それでもまだ腰にかかる負担が多かったのか、西小結の位置で迎えた翌7月場所では腰にM字型のテーピングをしながらの出場となったが、初日に土俵際の捨て身の投げで朝青龍を破り、3日目には前場所に優勝した琴欧洲を破り、10勝5敗という好成績で三役では初となる勝ち越しを果たし、翌9月場所では関脇へ昇進した。時津風部屋からの関脇は蔵間以来30年ぶりのこととなった。その9月場所では6勝9敗と負け越し、翌11月場所では平幕へ陥落した。9月場所では負け越したが2場所連続で朝青龍に勝ち、11月場所では4大関に勝利した。
2009年1月場所では西小結へ復帰したが、7日目の魁皇戦で小手投げで敗れた際に左肘を負傷してしまい、翌8日目からは休場した。休場は自身初のこととなった。その後の数場所は幕内中位であまり芳しい成績は収められなかったが、2009年11月場所において11勝4敗の好成績を挙げて2回目の技能賞を受賞した。
2010年1月場所では東前頭筆頭の位置で8勝7敗と勝ち越しを決め、翌3月場所では関脇へ復帰した。しかし、同年6月に発覚した大相撲野球賭博問題に関与したという理由により、謹慎処分を受けて同年7月場所を全休し、翌9月場所では十両へと陥落してしまった。なお、大相撲野球賭博問題に関しては、本人は2011年3月3日に賭博開帳図利容疑で書類送検されている。
西十両筆頭の位置まで番付を落す2010年9月場所では、幕内経験を生かした圧倒的な強さを見せ付けて、14勝1敗の成績を挙げて2回目の十両優勝を果たした。再入幕となった翌11月場所では3日目に旭天鵬に敗れた以外は連勝を続け、把瑠都・魁皇の2大関も破る活躍で千秋楽まで優勝を争い、14勝1敗の好成績を挙げて優勝決定戦まで進出した。千秋楽では稀勢の里を破ったが、その取組は、左四つから稀勢の里が先手を取って寄り詰めるが、豊ノ島は土俵際で左にうまく体を開き、体勢の崩れた相手を押し倒した、という内容であった。優勝決定戦では横綱・白鵬に敗れて優勝は逃したものの、3回目の敢闘賞と3回目の技能賞を同時に受賞した。
しかし、2010年11月場所における関脇・栃煌山と鶴竜が揃って7勝8敗で小結に下がり、また小結・栃ノ心と阿覧が平幕に陥落したものの、東前頭筆頭の稀勢の里と西前頭筆頭の琴奨菊が関脇に上がったため、2011年1月場所では三役への昇進を果たせずに東前頭筆頭の位置に留められた。平幕で14勝以上しながら翌場所でも平幕に留められるのは史上初のこととなった。その1月場所では初日に大関・把瑠都を破った後、2日目から7連敗を喫したが、その後は一転して7連勝を果たして8勝7敗と勝ち越しを決めた。小結へ復帰した同年5月技量審査場所では5勝10敗と振るわなかったものの、大相撲八百長問題により多数の力士が引退した影響もあり、翌7月場所では西前頭2枚目とわずかな番付の降下に留まった。その7月場所では9勝6敗と勝ち越し、小結へ復帰した翌9月場所では9日目まで1勝7敗と振るわなかったものの、またもそこから一転して7連勝を果たして8勝7敗と勝ち越しを決めた。前場所と同じ東小結の位置に留め置かれた翌11月場所でも9勝6敗と勝ち越しを果たした。
関脇へ復帰した2012年1月場所では5勝10敗と大敗してしまい、翌3月場所では平幕へと陥落してしまったが、その場所で11勝4敗の好成績を挙げて4回目の技能賞を受賞し、翌5月場所に関脇へ復帰した。その5月場所では9日目に久々に白鵬を破ったものの、取組が組まれなかった琴欧洲以外の5大関には全く勝利できず、最終的には7勝8敗と負け越した。西小結の位置で迎えた翌7月場所では鶴竜・琴欧洲の2大関を破ったものの5勝10敗と大敗した。
2011年4月に同じ時津風部屋の霜鳳が大相撲八百長問題に関与したという理由により引退勧告を受けて引退したため、それまで霜鳳が所有していた年寄・錦島の年寄名跡を譲られた。
2013年に入ってからは稽古不足の影響で7月場所まで4場所連続負け越しを喫するが、9月場所は初日から4連敗しながらも8勝7敗と5場所ぶりに勝ち越した。翌11月場所は3日目に琴奨菊から不戦勝を得る幸運も手伝って14日目に勝ち越しを手にする。
2014年3月場所で小結に復帰（東小結）。小結は2012年7月場所以来10場所ぶり。
2014年5月場所では西前頭4枚目で相撲をとっていたが、13日目に腰を痛め、休場した。本人曰く「同日朝に腰を突然痛め、相撲を取れる状態ではなくなった。ぎっくり腰のような感じ。背筋を伸ばして歩くことができない」とコメントしている。この場所は前日の12日目で負け越しが決まっていた。なお、この場所では6日目に横綱・日馬富士に押し出しで勝ち、3つ目の金星を得ている。休場明けとなった7月場所では12日目に勝ち越しを決め、14日目の隠岐の海戦で不戦勝を得る幸運もあって2012年11月場所以来の2ケタ勝利となる10勝5敗の好成績。翌9月場所は西前頭2枚目まで番付を戻したものの初日の稀勢の里戦で敗れた際に左膝の靭帯を痛め、2週間の治療と安静が必要と診断されて2日目から途中休場。なおこれにより、2日目の対戦相手であった豪栄道は不戦勝の形で大関として初めての白星を得る結果となった。それでも「番付の枚数をあまり落としたくない」という理由で6日目から再出場を果たし、中日に休場を含めての負け越しが確定したものの初日の出た9日目から千秋楽までに6勝するなど終盤に大きく追い上げた。2015年11月場所は5日目の琴奨菊戦で肩透かしを決めたように見えたが行司差し違えで黒星を喫する。結局この場所は13日目に負け越しが確定したばかりか14日目から左足底筋断裂により途中休場の憂き目にあった。
東前頭7枚目で迎えた2016年1月場所は、10日目に勝ち越しを決め好調であった。13日目には3横綱を破り無敗だった琴奨菊にとったりを決め勝利し、平幕で唯一終盤まで優勝争いに加わり続けた。14日目の嘉風戦に勝利した際に左膝を痛めた影響で、千秋楽は栃煌山に突き出しで敗れて3敗目を喫し、優勝争いから脱落（この取組の後、琴奨菊は14勝1敗でこの場所初優勝）。それでも12勝3敗の好成績で場所を終え、優勝した琴奨菊に唯一の土を付けた事が評価されて3度目の殊勲賞を受賞した。
2016年3月場所は、最高位である2012年5月場所の東関脇以来23場所（約4年）ぶりの関脇復帰（西関脇）となった。初日にいきなり横綱の鶴竜を破る最高のスタートを切ったが、2日目から8連敗。9日目にして平幕落ちが確定する。10日目には横綱・日馬富士を破り、意地を見せたが結局3勝12敗と大きく負け越した。7月場所は東前頭11枚目の地位となったが、場所前の稽古中に左足のアキレス腱を断裂したため、休場を発表した。このため、続く9月場所では2010年9月場所以来6年ぶりとなる十両へ陥落した。その9月場所も全休に甘んじ、これにより74場所連続で務めた関取の地位から離れることとなった。三役から4場所後に幕下に陥落したのは史上初の記録であり、三賞受賞から1年以内に幕下に陥落したのも高見盛以来2例目。
稽古中の7月1日、巨漢の逸ノ城の攻めに、豊ノ島が左に回り込んだ時に「バン!」という大きな音と同時に豊ノ島は崩れ落ちた。「誰かに足を引っ張られたようだった。腱が切れた音や感覚は、今も残っている」と豊ノ島は話した。知人がスマートフォンで撮影した動画には、怪我の瞬間が残っている。怪我をした豊ノ島の元へ駆けつけた妻や後援者には当初強がっていたが、その晩に家族だけになると不安に襲われて号泣した。妻は「家のことは心配せず、きちんと直して後悔のないよう相撲を取ってください」と伝えるのが精一杯であった。手術で患部を13針も縫合し、歩くまで1カ月半を要した。熊本市内でのリハビリ中から、「最後の一番が稽古場なんて嫌だ」と、土俵に戻ることだけを考えてきた。
。幕下陥落後は取的と一緒に大部屋で生活していた。特別待遇を断り、食事も風呂も若い衆と同じ順番である。これを「全ては自分自身を奮い立たせるため」と現実を受け入れた。常々より「十両から落ちた力士は1回大部屋に落とすことで『もう1回個室に戻りたい!』という気持ちさせなきゃって考え」を主張していたため、当時32歳のベテランとはいえ自分だけ特別扱いを受ける訳にはいかなかったという事情もあり、既婚者なので東京場所は自宅で妻子と共に過ごしたとして、地方場所の宿舎では若手と一緒に大部屋で過ごしたと、協会退職後に里崎智也との対談で明かしている。大部屋で若手と話していると「そういう面白い事があるのか」「そういうことがあるんだ」と却って刺激を受けたが、2年も幕下暮らしが続くとは思っていなかったため本人も「早く戻りたいなぁ…」と焦った。因みに関取時代は関取が部屋でちゃんこの世話になることについて、自分の金で食事をしなければならないと良くないことと思っていた。
負傷から3ヶ月半の療養を経て、10月22日の大相撲秋巡業高知場所で復帰。この時点では、三段目の当たりを受けて左足で踏ん張れるようになったが、相撲を取れる状態には戻っていない。復帰に際して「もう一度相撲と向き合えるいい経験になった。時天空関は相撲をやりたくてもできなくなった。それを考えたらまだまだできる」と言っている。迎えた11月場所は幕内優勝決定戦進出力士としては北勝力以来、史上2人目の幕下陥落となったが、場所入りに際して「もう一度復活して幕内優勝を狙ってやろうという気持ち。歴史に残るようなドラマチックな力士になろうと思っている」と言い切った。西幕下7枚目の地位で土俵に上がった11月場所は妻からこの場所に際して冗談で「これで勝ち越せなかったら別居だね」と伝えられた中、6番相撲で勝ち越しを果たし、4勝3敗で場所を終えた。勝ち越しを決めた6番相撲の行われた11月24日のちょうど7年前である2009年11月場所10日目の旭天鵬戦では、妻から「勝ち越したら付き合う」と言われて掬い投げで旭天鵬を破り、この日が“交際確約記念日”になったというトリビアがある。
西幕下6枚目で迎えた2017年1月場所では、6日目（3番目）に同7枚目でその後同場所7戦全勝優勝した石橋（十両昇進後朝乃山に改名）に敗れるも、それ以外全勝で6勝1敗の好成績で終えた。1月31日に間垣（元小結・時天空）が死去した際、告別式で「4歳上の弟弟子が『年下のチビには負けられない』とケンカみたいな稽古をしたから、関取にまでなれた。しこ名の通り、天から空から見守って下さい。またいつか一緒に相撲を取りましょう」とコメント。2017年3月8日の稽古中、右ふくらはぎを痛め、3月場所は1番相撲が不戦敗で2番相撲が休場扱いになった。この場所は4番相撲で負け越しを確定させ、7番相撲で1勝したことで場所成績は1勝5敗1休。場所を終え、記者に「来場所につながる白星にしたいか」と問われると、豊ノ島は「もうちょっと白星が欲しかったけど、まだあきらめてないし。時間がかかった方が（関取に）戻ったときに話題性があるでしょ。そう思うしかない」と来場所以降も現役を続ける考えを示した。翌5月場所も3勝4敗と負け越し、7月場所は東幕下28枚目まで番付を落としたが、ここから3場所続けての勝ち越しを決めて番付を戻した。怪我による幕下陥落以降、怪我の影響による稽古不足で立合いの鋭さは今一つ。
2018年3月場所は幕内で対戦経験のある琴ノ若の長男である琴鎌谷と5番相撲で対戦して勝利し、勝ち越しを確定させた。この場所は2016年11月場所で幕下に陥落して以降では最高成績タイとなる6勝1敗。7月場所には連続勝ち越しを3場所まで伸ばし、相撲雑誌にも7月場所の相撲について「相撲に重みが戻ってきた。勝った5番は安定感があり、2年ぶりの関取復帰がいよいよ現実となりそうだ」と期待を寄せる声があった。9月場所では幕下西の筆頭で6勝1敗の成績を残し、見事13場所ぶりの関取復帰を果たした。4連勝を決めた6日目には妻と娘への感謝を語りながら大粒の涙を流した。十両復帰報告は家族3人が写った写真をInstagramに掲載して行った。豊ノ島は場所6日目の常幸龍戦が取り直しになった後、「花道の方を見ながら、時天空のことを思い出した」という。取り直しの一番を制して勝ち越しを決め、十両復帰に大きく前進し、思わず涙を流した。「つくり話みたいで言うのが嫌だったけど。自分の形ではない右四つで寄っていったし、時天空が後押ししてくれたのかな」と感慨に浸った。2018年11月場所、2019年1月場所は共に十両の地位で2桁白星であり、3月場所は再入幕を果たして16場所ぶりとなる幕内の地位となった。3月場所番付発表の際、幕内最高優勝を目標に掲げた。その3月場所は11日目の輝戦で負け越しが決定。さらに13日目の佐田の海戦で敗れて10敗となり、下に2枚半番付を残している幕内残留が絶望的になり、翌場所は東十両筆頭に番付を落とした。5月場所6日目の旭秀鵬戦では最初は黒星を喫したかに見えたが、令和初となる十両以上の取り組みにおける物言いが付き、同体ではないかと物言いが付いた中、豊ノ島が尻から落ちるより先に旭秀鵬の右手が着いたと行司差し違えにより白星を得た。行司差し違えも十両の取り組みにおいては令和初。11月場所は場所前に満足な稽古ができず、体重も自己最高の167kgまで増えて太り過ぎてしまったが7日目まで5勝2敗と前半は良好な成績であった。ところが中日から4連敗し、その中で右腕を痛めたこともあって最終的には6勝9敗の負け越し。本人は途中でけがをしたことについて「このケガが前半だったら危なかった。終盤だったことを良しとして前に進んでいかないとね」と捉えている。
2020年1月場所、東十両11枚目の地位で4勝11敗の負け越して幕下陥落が決定的となった。去就については千秋楽の大翔丸との取組後に「場所が終わったから、しっかり考えたい。どうなるか分からない」と明言を避けた一方、「今日が最後になるかもしれないと思って」と位置付けていた千秋楽の取組で電車道の相撲を取られたことには心底動揺しており、引退する方向に気持ちが傾いていることを匂わせた。だがこの時点で7歳となる長女に「お相撲さんでいてほしい。普通のお父さんになってほしくない」と言われて翻意し、現役続投を明示。3月場所は幕下で取ることが確定的だが「出てマイナスになることはない。少しも悔いが残らない状態で終わりたい」と話した。

### 引退
2020年3月場所は6番相撲の千代鳳戦で4敗目を喫して負け越しを確定させたが、報道では現役引退せずに翌場所以降に関取復帰を懸けることが示唆された。しかし場所後の4月17日に現役を引退して年寄・井筒を襲名することが発表された。豊ノ島は引退発表後、マスコミの電話取材に応じて「（春場所で）負け越したら辞めると決めていた」「もう一回琴奨菊と当たりたかった」などと語った。最終場所は2019新型コロナウイルス感染拡大の影響で無観客場所となった上に引退会見も行われず、元三役としては寂しい幕引きとなった。家族は引退に抵抗があったが、豊ノ島が妻に「体壊れたらどうするの?」と話すと妻は泣きながら引退の意向を受け入れた。引退に際して師匠の時津風は「ここまでよくケガを乗り越えて頑張ったと思う」と労い「教え方もうまいし、経験したことを親方として指導してもらいたい」と指導者として歩む今後に期待を寄せた。一部報道からは、新型コロナウイルス流行の影響で気力を保てず引退に至ったのではないか、とする考察が見られた。

### 引退後
7月場所5日目の幕内取り組みでNHK大相撲中継解説デビューを果たす。相撲の技術にも話術にも長けており、的確に取組を分析していく解説は好評であった。また、親方として、最後の本場所となった2022年11月場所では、新型コロナウイルス感染の後遺症で休場していた部屋付の枝川親方に代わり、初日だけとは言え、勝負審判を務めていたが、借株の親方が勝負審判を務めたのは立川親方時代に、短期間担当していた元前頭蔵玉錦以来である。
引退相撲および断髪式は2022年5月28日に行われ、合計約400人が参加。芸能界からは浜田雅功、東山紀之らが参加。14代武隈、21代間垣、13代二所ノ関が鋏を入れ、止め鋏は自身の引退後に部屋を継承した17代時津風が入れた。参列者1人1人が鋏を入れたことに対して「いろいろな方々のおかげで今がある。本当に幸せ者だった」と感想を述べ、今後の抱負を「自分が関脇だったので、豊ノ島以上の力士を育てたいですね」と語った。
2023年1月4日に日本相撲協会に退職届を提出し、同日中に相撲協会より退職が発表された。
退職に対しては自身のInstagramを通じて手書きの文書で「現役を引退した際に相撲界の外の方から何度かお声がけをいただき、親方としてではなく、タレントとして相撲を応援する方法もあるんじゃないか? 豊ノ島ならそれができる」といった後押しと「40歳を契機に相撲協会を離れて外から相撲協会を応援したい」と発表している。
現役時代の実績に優れ、解説者としても優秀な上に相撲普及に熱心な豊ノ島であっただけに、引退後早期に協会を離れたことを惜しむ声もあった。
2023年8月3日、高知県スポーツ応援大使に就任し委嘱された。
2024年12月20日、X（旧ツイッター）を更新し、相撲に特化したYouTubeチャンネルを開設したと発表した。
2025年5月1日、立飛女子相撲部ヘッドコーチ就任を発表した。

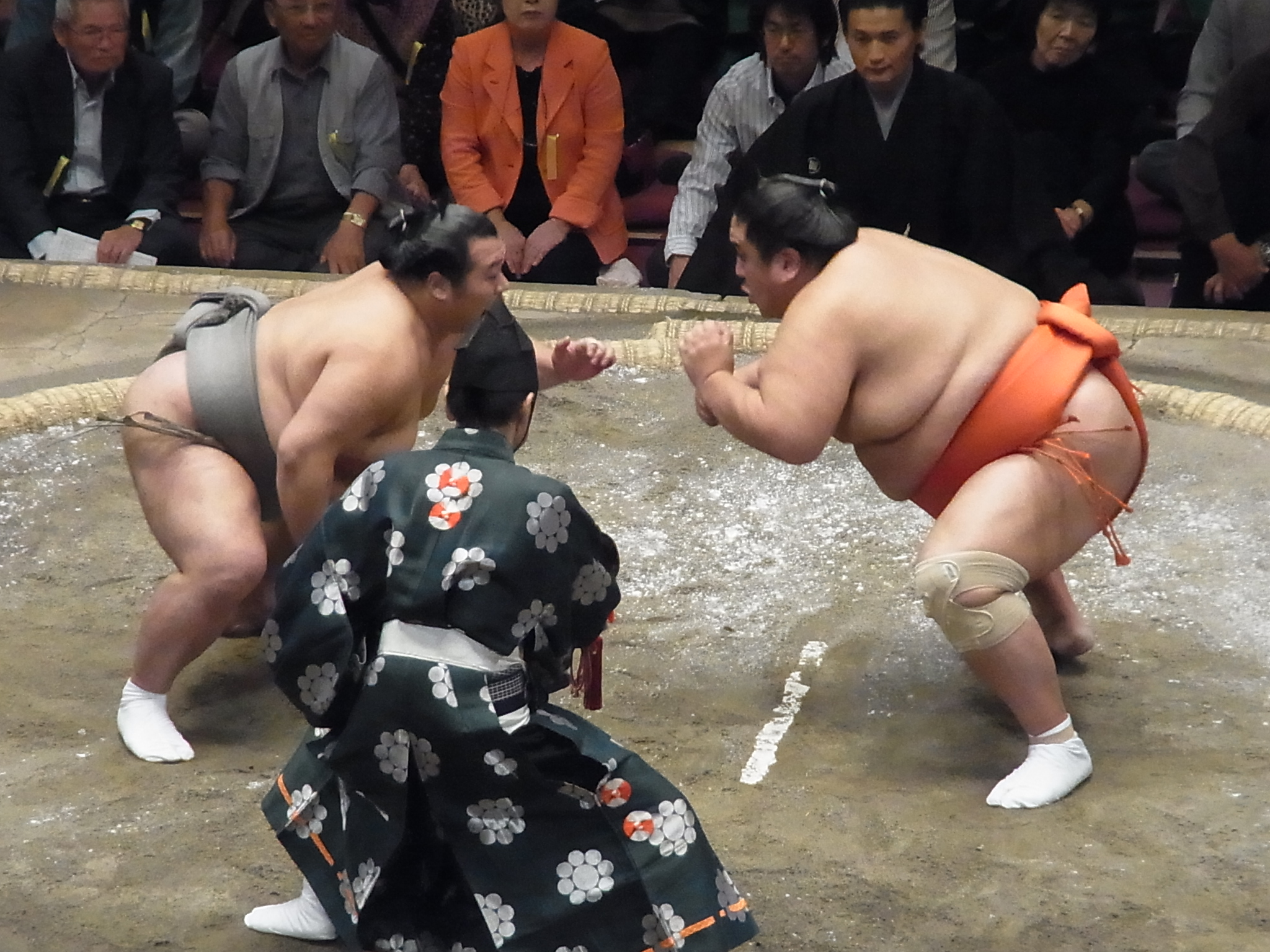
明治神宮例祭奉祝 奉納70回全日本力士選士権大会 相手は雅山関（2011年10月3日撮影）

## 略歴
- 初土俵：2002年1月場所
- 新十両：2004年5月場所
- 新入幕：2004年9月場所
- 新小結：2007年5月場所
- 新関脇：2008年9月場所
- 引退：2020年3月場所[注 7]

## 取り口
相手の懐に潜り込み、鋭い左差しやもろ差しを決めての速攻相撲を得意とする。小さい体であるにもかかわらずまともに胸を出すような立合いをするのが弱点であるが裏を返せば169cmの小兵でありながら胸から当たっても幕内で通用するという意味であり、元和歌乃山は「176cmの僕より小さいのに胸から行く立合いをするので、それを考えれば器用だ」と評していた。豊ノ島の体質について隆乃若（元関脇）は「腰が強く柔らかいので土俵際でよく残された」と現役時代の取組の感触に基づき証言している。浦風は「内容的にはケガをしてもおかしくない相撲だね。見ていてヒヤッとするからね。土俵際であんなにエビ反って大丈夫か」と心配しつつ「そこが余裕になってしまっているから。残れるというね。そこがこの男の持ち味と言えばそうなんだけど」と反り腰・残り腰の強さを評している。朝日山（元関脇・琴錦）は2016年3月場所前の記事で、二本に入った時に肘を曲げているので小手投げを食いにくい点、腹を使って圧力をかけることが上手い点、中に入れない時に安易に組まずに間合いを取る点などが特徴として挙げられている。同じ記事では、下半身は硬いがどんな状況でも足が揃わず腹にためを作って必ず前に足を出していることにも触れている。怪我で幕下に落ちた際に「どうせなら最後ぐらい前に出る相撲で悔いなく終わろう」と意識が変わり、自ら突進して攻める相撲に変わった。

## エピソード

### 取組関連
- 琴ノ若親子と対戦経験がある。父とは2勝0敗（うち一番は豊ノ島が十両在位時）、息子とは1勝1敗（2020年1月場所現在…幕下同士と十両同士で一番ずつ）[61][出典無効]。
- 2020年1月場所9日目の蒼国来戦は2人合わせて72歳の高齢対決となった[62]。因みに蒼国来はこの時点で36歳0ヶ月と、同時点で36歳6ヶ月と関取最年長であった豊ノ島に次ぎ現役関取中2位の年長力士であった。

### 取組以外の相撲関連
- 15代時津風の付き人を務めた時期があり、個人的には可愛がられた弟子の立場であった[10]。しかし2007年に時津風部屋力士暴行死事件が発覚、15代時津風が相撲協会を解雇されて以降は会うことはなかった。被害者力士に暴行を加えた兄弟子3人について、2008年2月9日に行われた福祉大相撲に参加した際に時天空が「親方からの指示があったと思う。3人は将来があるのにかわいそう」と述べ、豊ノ島は「3人の分まで相撲に集中したい」と語った[63]。2014年8月に15代時津風の訃報を聞いた際には「相撲人生を左右する時期に、いい意味で厳しく育ててもらった。山本さんのおかげで関取になれたので」と述懐している[64]。
- 現役終盤期こそ家族の絆を重視していたが、2010年11月場所の白鵬との優勝決定戦の際はまだ独身であり現在の自身の家族はまだ存在しなかったためか、土俵上で孤独を感じていたという[65]。
- 稽古はたくさんやるタイプではないとされ、引退時に自ら語っている[65]ほか、若元春から「天才だなと思っていました。稽古場であまり相撲を取っているところは見たことがなかったんですが…」とのコメントがある[66]。
- 遅くとも2014年頃から、土佐料理店が贈呈した舟盛りの描かれた化粧廻しを使用[67]。
- 2014年7月場所から、中村部屋出身の元十両・彩豪から贈られた鉄紺色の締め込みを使用している。未使用のままだった締め込みを1本譲り受けたもので、体格は彩豪のほうが身長、体重とも大きいが、長さに問題はなく、同年6月に行われた部屋の合宿で体に馴染ませてから使用している。なお、初めて着用したこの場所は10勝5敗の二桁勝ち星を挙げた[68]。
- 2015年のインタビューにおいて、一番の宝物は髷であると答え、同時に若い衆に対しては外出する時に帽子で髷を隠さないように呼びかけた。またもし自分が女性だったら子供の頃の憧れでヒーローだった貴乃花や人間性の素晴らしい白鵬と結婚したいとも話していた[69]。
- 2016年1月場所千秋楽、豪栄道に勝って優勝を決めた琴奨菊に豊ノ島は東の花道で迎え、両肩に手を回しながら「よかったね」とライバルの初優勝を祝福した。一方で「（琴奨菊は）優勝してくれて一番うれしい相手だが、優勝されて一番悔しい相手」と複雑な心境も吐露していた[70][71]。
- 2017年5月場所に「辞めるという選択肢も出るかもしれない」と師匠の時津風に報告、「自分で決めていい」という回答を得ていた。しかし「トト、お相撲辞めないで」と4歳の娘に訴えられたことと妻の励ましもあり土俵に上がり続け、2018年9月場所の6勝1敗の成績で再十両復帰となった[72]。2018年11月場所8日目、妻の沙帆との電話で2016年10月以来は2年間ほど無縁だった月給が入ってきたことを知った[73]。「給料が入りました。ありがとうございます」との報告に「買いたいものも我慢させて苦労をかけた。男として家族として仕事できた。うれしい」と感慨深い思いを述べている[74]。
- アキレス腱断裂で幕下に陥落してから、琴奨菊からは電話で「お前の双差しは、俺が研究しても許した。負け越したって大丈夫。自信持って」と、白鵬からも「地力があっても心技体のどれかが欠けていると勝てない。特に心ですよ」と励まされた[29]。
- 2018年11月場所は取組が終わると毎日のように部屋に戻る前にラーメンを食べていたが、それから1年ほど体調管理のために夕方のラーメンは控えていた。ラーメンを楽しみにしている、若い伸び盛りの付け人には食べさせて自分は店の外で待っていたという[75]。
- 2019年1月場所4日目、第72代元横綱・稀勢の里が長引く怪我が完治せず成績不振の為、横綱在位12場所の短命で引退表明（幕内では39回対戦し、豊ノ島の9勝30敗）。その報道に豊ノ島は「横綱が決めた事だけど、何とかまだまだやって欲しかった」と惜しんだ。稀勢の里との幕内対戦成績はその1月場所前、ライバル・琴奨菊らと出稽古した際相撲談議に花が咲き、稀勢の里が「相撲ってやっぱり楽しいっす、やめられないっすよね」と無邪気な笑みを浮かべながら話した事を披露。「楽しかったし、次の3月場所も合同稽古をしようと話していた。あの時もまだ長く相撲を取れると感じたし、本当にやりたいんだなって思ってたからね…」と残念そうに語っていた[76]。
- 引退から日が浅い2020年7月場所前の記事によると、親方として教え魔気質があることを自認している[77]。

### メディア出演
- 福祉大相撲のお楽しみ歌くらべでは2007年にBerryz工房、2010年にモーニング娘。と、ハロー!プロジェクトとの共演が続いている。ここでもサッカーのリフティングや、物真似などを披露したほか、モーニング娘。に交じって「恋愛レボリューション21」のダンスも披露している[注 8]。
- 2013年10月28日放送の森田一義アワー 笑っていいとも! テレフォンショッキングに出演[注 9]したが、これが角界関係者として最後の同コーナー出演となった。番組終了を惜しみ「寂しいですね」とコメントしている[78]。
- 2018年12月16日、大親友で家族ぐるみの付き合いがあるという俳優・田中圭が行った24時間生配信番組『田中圭24時間テレビ』に出演。気心の知れた田中とのエピソードなどを語った[79]。

### 趣味・嗜好・交友
- 元サッカードイツ代表のルーカス・ポドルスキと親交がある[80]。
- 東京ダイナマイトのハチミツ二郎とも親交があり、Twitter上で二郎が互いの娘の絵を比べることもあった[81]。
- 引退してから間もない頃は家族3人で『鬼滅の刃』にハマっていた[46]。
- 前述のとおり大親友の田中圭に対しては豊ノ島自身も芸能界入りの相談を行っていた[82]。
- 以前は本項目の趣味の欄に「釣り」と書かれていて釣り番組のオファーなど来ていたが、まったく趣味ではなく誤情報だった[83]。

### その他
- 朝青龍とは中学時代より面識があったが、歳が3年離れていたにもかかわらず「ドルジ」と呼び捨てにしてしまっていた。後に大相撲に入門した際、当時小結だった朝青龍に「梶原、ドルジって言ってみろよ！」と凄まれ、ただただ恐縮するしかなかったという[84]。
- 女優のミラ・ジョヴォヴィッチは好角家の一面があり、2014年11月2日に放送されたテレビ朝日系の日曜洋画劇場『バイオハザードV リトリビューション』の中で紹介されたインタビューでは「ダイキ（豊ノ島）が大好き!」と答えている。当の豊ノ島はジョヴォビッチと一切面識が無かったものの、そのインタビューを見た豊ノ島は同月3日にブログで感激報告するに至った[85]。
- 白鵬が2010年に小、中学生を対象とした相撲大会「白鵬杯」を創設したのに追随して自身も地元・高知で相撲大会「豊ノ島杯」を創設した。白鵬は豊ノ島の引退の際に「私が2010年に白鵬杯を始めた後、すぐに行動したのも豊ノ島関のすごさだと思う」と豊ノ島の人間性に触れ「そういう明るさがあって、人のよさもあって人間としても好きでしたね」としみじみ話した。白鵬は「豊ノ島杯」を創設した豊ノ島を「今後の相撲道発展のために絶対必要な人だと思います」とまで評していた[86]。
- 2021年4月19日、故郷の宿毛市で東京五輪の聖火ランナーを務めた。コロナ禍のなかの五輪について、「本当に難しい。新型コロナウイルスがまん延している中、慎重にならないといけない面もあります。勝負の世界に生きてきた人間としては、選手が輝ける場があったらいいなと思います」と話している[87][88]。
- 小田井涼平とは三従兄弟の関係。お互いの祖父が従兄弟同士で、2人の曽祖父が兄弟同士(ただし8親等なので民法上は他人)[89]。
- 現役時代のある時、稀勢の里と普天王と自身と知り合いの4人で大阪府の郊外の店に行って「もし、これが北新地とかで食べたら１人5万円じゃ利かないな」と言いながらはりはり鍋を食べたが、会計は2万5千円と書いてあったと豊ノ島は認識。店の大将に「安すぎますよ!気を使わないでください!」と声を掛けたら大将が怪訝がっていたため、もう一度会計を確認すると実は0を1つ見落とした25万円であったことが判明[90]。
- 父は2024年11月25日に死去。予てより闘病中で、豊ノ島は父が死去する1週間前から地元の宿毛市で一緒に過ごし、臨終にも立ち会った。父からの遺言は遺言は「兄弟仲良く」「お母さんを頼む」で、豊ノ島は「私が小学一年生から相撲を始めて父と二人三脚で駆け抜けました。相撲を一生懸命やる環境を作ってくれました」「41年間最高の父親でした!ゆっくり眠ってください」と父を労った[91]。

## てんかん患者として
本人は入門当初から既にてんかん患者であることを公表していた。以下、特に断らない限り2022年5月場所後の日刊スポーツのインタビューに準拠して述べる。
最初に発作が起こったのは小学2年生の時。朝、眠っているときに発作が起きたので本人の記憶にはない。病院で丸一日眠り続け、目を覚ますと周囲の者が泣いていたのでびっくりした。
その時に、（頭部に衝撃を受ける）相撲を続けるべきか決断を迫られた。小学校当時の相撲部監督は頭から当たらないという条件付きで梶原少年に相撲を続けさせるように梶原の母を説得していた。頭部への負担を考えて胸から当たる立合いをするようになり、大相撲時代の取り口の起源となった。溺死の危険性があるため体育のプールの授業は母親の立ち合いが無いと学校から許可が下りず、授業中も他の子と見分けがつくように1人だけ白ではなく赤い水泳帽をかぶった。1人で入浴する時は母親が適宜安否確認を行った。その他、遊園地のジェットコースターや川遊びも禁止された。こっそり遊ぶこともできたが、もしもの場合を考えてあきらめた。入門までの間、発作が起きたのは小2、小3、中2の時の計3回。定期的な検査とともに、薬の服用も続けた。
時津風部屋に入門する際には、父に持病のことを隠してはいけないと言い聞かせられたこともあって、師匠はもちろん、部屋の兄弟子たちにもすべて説明した。2022年12月時点では、入門後の21歳の時に1回だけ発作を起こして以来約18年間起こしていない。酒はてんかんへの悪影響があるため飲まない。2020年3月場所限りで引退したが、万が一のことを考えて、車の普通免許は2022年5月時点でも取得していない。
本人は「てんかんだからといって、就職や結婚に影響するケースもあると聞きます。自分は比較的軽度なんですが、（てんかん患者の）親御さんから、大相撲で活躍したことが希望だといってもらえるとありがたいですよね」と言っている。日本てんかん協会ともつながりができ、いくつかの病院では引退相撲のポスターを貼って相互理解に努める動きが生まれた。
元豊ノ島にとって断髪式は鬢付け油の付いた髷を切って再び脳波の検査を受けるのに支障が出ないようにするための意味もある。
また、2023年2月初頭の日刊ゲンダイヘルスケアの取材では「痙攣して泡を吹いて白目をむく……なんて聞くと怖いんですけど、自分はその自分の姿を見たことがないのでいまだに怖さをわかっていないんです。だから、てんかんに対する抵抗感もありません（中略）相撲をやめる発想にならなかったのも、発作時の自分を見ていなかったからだと思います」と自身の気持ちを語っている。とはいえてんかんが発覚したばかりの小学校低学年の頃はいつ症状が起こるかという不安があったという。2023年2月時点では病院から運転免許取得の許可が下りており、時間があればいずれ免許を取得したいとのこと。

## 豊ノ島のお相撲ちゃん SUMO
豊ノ島が相撲の魅力や奥深さを伝える番組で、豊ノ島のお相撲ちゃん SUMO - YouTubeチャンネルで放送されている。親方・力士・相撲関係者などのゲストを豊ノ島自身でキャスティングしている。
| 回数        | タイトル・ゲスト                                                |
| ----------- | --------------------------------------------------------------- |
| #1 #2       | 湊川親方                                                        |
| #3 #4       | 音羽山親方                                                      |
| #5 #6       | 舛ノ山                                                          |
| #7 #8       | 二子山親方                                                      |
| #9 #10      | 浅香山親方                                                      |
| #11 #12     | 高安                                                            |
| #13         | 臥牙丸                                                          |
| #14         | 舛ノ山                                                          |
| #15 #16     | 玉鷲                                                            |
| #17 #18     | 若元春                                                          |
| #19 #20 #21 | 秀ノ山親方                                                      |
| #22         | 臥牙丸                                                          |
| #23         | 豊ノ島                                                          |
| #24 #25     | 宇良                                                            |
| #26 #27     | 阿炎                                                            |
| #28 #29     | 霧島                                                            |
| #30         | 大相撲七月場所直前SP 番外編〜名古屋のおすすめスポットをご紹介〜 |
| #31 #32     | 把瑠都                                                          |
| #33 #34     | 若隆景                                                          |

## 主な成績

### 通算成績
- 通算成績：703勝643敗68休（109場所）
- 通算勝率：.524
- 幕内成績：493勝524敗48休（71場所）
- 幕内勝率：.485
- 三役在位：13場所（関脇5場所、小結8場所）

### 各段優勝
- 十両優勝：2回（2005年9月場所、2010年9月場所）
- 序二段優勝：1回（2002年5月場所）
- 序ノ口優勝：1回（2002年3月場所）

### 三賞・金星
- 三賞：10回
  - 殊勲賞：3回（2007年9月場所、2008年7月場所、2016年1月場所）
  - 敢闘賞：3回（2007年1月場所、2008年5月場所、2010年11月場所）
  - 技能賞：4回（2007年1月場所、2009年11月場所、2010年11月場所、2012年3月場所）
- 金星：4個
  - 白鵬1個（2007年9月場所）
  - 日馬富士3個（2013年3月場所、2014年5月場所、2015年3月場所）

### 場所別成績
| | 一月場所 初場所（東京） | 三月場所 春場所（大阪） | 五月場所 夏場所（東京） | 七月場所 名古屋場所（愛知） | 九月場所 秋場所（東京） | 十一月場所 九州場所（福岡） |
| --- | ----------------------- | ----------------------- | ----------------------- | --------------------------- | ----------------------- | --------------------------- |
| 2002年 （平成14年） | （前相撲）              | 西序ノ口32枚目 優勝 7–0 | 西序二段26枚目 優勝 7–0 | 東三段目30枚目 5–2          | 東三段目5枚目 3–4       | 東三段目17枚目 4–3          |
| 2003年 （平成15年） | 西三段目6枚目 7–0       | 西幕下10枚目 2–5        | 西幕下27枚目 3–4        | 東幕下34枚目 5–2            | 西幕下21枚目 4–3        | 東幕下17枚目 5–2            |
| 2004年 （平成16年） | 西幕下7枚目 4–3         | 西幕下4枚目 5–2         | 西十両13枚目 11–4       | 東十両4枚目 11–4            | 西前頭15枚目 6–9        | 東十両筆頭 8–7              |
| 2005年 （平成17年） | 東前頭17枚目 8–7        | 東前頭13枚目 7–8        | 西前頭13枚目 6–9        | 東前頭16枚目 6–9            | 西十両筆頭 優勝 14–1    | 東前頭8枚目 7–8             |
| 2006年 （平成18年） | 西前頭9枚目 7–8         | 西前頭10枚目 6–9        | 東前頭13枚目 8–7        | 東前頭11枚目 9–6            | 西前頭6枚目 4–11        | 西前頭10枚目 8–7            |
| 2007年 （平成19年） | 西前頭9枚目 12–3 敢技   | 西前頭筆頭 8–7          | 東小結 4–11             | 西前頭4枚目 7–8             | 東前頭5枚目 8–7 殊★     | 東前頭4枚目 9–6             |
| 2008年 （平成20年） | 東前頭2枚目 6–9         | 西前頭3枚目 6–9         | 西前頭5枚目 11–4 敢     | 西小結 10–5 殊              | 西関脇 6–9              | 東前頭筆頭 9–6              |
| 2009年 （平成21年） | 西小結 2–6–7            | 西前頭6枚目 8–7         | 西前頭3枚目 5–10        | 東前頭7枚目 8–7             | 東前頭4枚目 7–8         | 東前頭5枚目 11–4 技         |
| 2010年 （平成22年） | 東前頭筆頭 8–7          | 西関脇 6–9              | 東前頭筆頭 5–10         | 東前頭5枚目 出場停止 0–0–15 | 西十両筆頭 優勝 14–1    | 西前頭9枚目 14–1 敢技       |
| 2011年 （平成23年） | 東前頭筆頭 8–7          | 八百長問題 により中止   | 西小結 5–10             | 西前頭2枚目 9–6             | 東小結 8–7              | 東小結 9–6                  |
| 2012年 （平成24年） | 西関脇 5–10             | 東前頭4枚目 11–4 技     | 東関脇 7–8              | 西小結 5–10                 | 西前頭3枚目 6–9         | 西前頭6枚目 11–4            |
| 2013年 （平成25年） | 東前頭2枚目 6–9         | 東前頭4枚目 7–8 ★       | 西前頭4枚目 7–8         | 西前頭5枚目 6–9             | 西前頭7枚目 8–7         | 西前頭2枚目 8–7             |
| 2014年 （平成26年） | 東前頭筆頭 8–7          | 東小結 5–10             | 西前頭4枚目 4–9–2 ★     | 西前頭10枚目 10–5           | 西前頭2枚目 6–6–3       | 東前頭6枚目 8–7             |
| 2015年 （平成27年） | 東前頭4枚目 7–8         | 東前頭5枚目 8–7 ★       | 東前頭2枚目 4–11        | 西前頭7枚目 7–8             | 西前頭8枚目 10–5        | 東前頭3枚目 5–9–1           |
| 2016年 （平成28年） | 東前頭7枚目 12–3 殊     | 西関脇 3–12             | 東前頭7枚目 5–10        | 東前頭11枚目 休場 0–0–15    | 東十両8枚目 休場 0–0–15 | 西幕下7枚目 4–3             |
| 2017年 （平成29年） | 西幕下6枚目 6–1         | 東幕下2枚目 1–5–1       | 東幕下19枚目 3–4        | 東幕下28枚目 5–2            | 西幕下17枚目 4–3        | 西幕下13枚目 5–2            |
| 2018年 （平成30年） | 東幕下5枚目 0–3–4       | 西幕下35枚目 6–1        | 東幕下14枚目 5–2        | 西幕下7枚目 5–2             | 西幕下筆頭 6–1          | 東十両13枚目 11–4           |
| 2019年 （平成31年 /令和元年） | 西十両5枚目 10–5        | 西前頭14枚目 5–10       | 東十両筆頭 8–7          | 東前頭14枚目 7–8            | 西前頭14枚目 1–9–5      | 西十両8枚目 6–9             |
| 2020年 （令和2年） | 東十両11枚目 4–11       | 東幕下2枚目 2–5         | 感染症拡大 により中止   | 西幕下7枚目 引退 –          | x                       | x                           |
| 各欄の数字は、「勝ち-負け-休場」を示す。 優勝 引退 休場 十両 幕下 三賞：敢=敢闘賞、殊=殊勲賞、技=技能賞 その他：★=金星 番付階級：幕内 - 十両 - 幕下 - 三段目 - 序二段 - 序ノ口 幕内序列：横綱 - 大関 - 関脇 - 小結 - 前頭（「#数字」は各位内の序列） |                         |                         |                         |                             |                         |                             |

## 合い口
（以下は最高位が横綱・大関の現役力士）
- 元大関・髙安には7勝5敗。髙安の大関在位中は対戦なし。
- 元大関・御嶽海には1敗。御嶽海の大関在位中は対戦なし。

（以下は最高位が横綱・大関の引退力士）
- 元横綱・白鵬には2勝31敗（この他、優勝決定戦での1敗がある）。白鵬の大関在位中は2敗。白鵬の横綱昇進後は2勝29敗。2007年9月場所の勝利は、自身初金星だっただけでなく、白鵬にとっても初めての金星配給だった。2010年11月場所で幕内最高優勝決定戦を戦い黒星。
- 元横綱・朝青龍には2勝7敗だった。2008年7月場所と9月場所で2連勝した。
- 元横綱・日馬富士には9勝35敗だった。日馬富士の大関在位中は3勝12敗。日馬富士の横綱昇進後は4勝9敗。最後の対戦となった2016年3月場所は押し倒しで勝利した。
- 元横綱・鶴竜には9勝16敗。鶴竜の大関在位中は2勝5敗。鶴竜の横綱昇進後は1勝2敗。最後の白星は2016年3月場所で、決まり手は寄り切り。
- 元横綱・稀勢の里には9勝30敗で、稀勢の里の大関在位中は3勝14敗。但し稀勢の里の横綱昇進後、豊ノ島は十両・幕下に陥落の為一度も対戦が無かった。
- 元横綱・照ノ富士には4勝4敗。
- 元大関・千代大海には6勝2敗と大きく勝ち越した。2007年3月場所の初対戦から5連勝を記録したが、6回目の対戦となった2008年9月場所で初黒星。
- 元大関・出島とは、出島の大関陥落後に対戦して9勝4敗だった。2009年7月場所の対戦は、出島の現役最後の一番となった。
- 元大関・雅山とは、雅山の大関陥落後に対戦して6勝5敗だった。
- 元大関・魁皇には8勝7敗と勝ち越した。2011年7月場所の対戦は、魁皇が当時の史上最多記録である通算1045勝に並ぶ白星を挙げた取組となり、これが最後の対戦となった。
- 元大関・琴欧洲には15勝15敗と互角の成績だった。琴欧洲の大関在位中は14勝13敗と勝ち越した。
- 元大関・琴光喜には4勝12敗だった。琴光喜の大関在位中は3勝9敗。
- 元大関・把瑠都には4勝18敗だった。把瑠都の大関在位中は3勝8敗。
- 元大関・琴奨菊には13勝27敗（不戦勝による1勝と不戦敗による1敗を含む）だが、琴奨菊の大関在位中は8勝8敗（不戦勝による1勝を含む）と互角だった。2016年1月場所の白星は、この場所を14勝1敗で優勝した琴奨菊にとって唯一の黒星だった。
- 元大関・豪栄道には15勝14敗（不戦敗による1敗を含む）と勝ち越しているが、豪栄道の大関昇進後は5敗（不戦敗による1敗を含む）。直近の白星は2014年1月場所で、決まり手は下手投げ。
- 元大関・栃ノ心には8勝8敗。栃ノ心の大関在位中は対戦なし。

### 幕内対戦成績
| 力士名     | 勝数 | 負数 | 力士名   | 勝数 | 負数 | 力士名   | 勝数  | 負数  | 力士名   | 勝数 | 負数 |
| ---------- | ---- | ---- | -------- | ---- | ---- | -------- | ----- | ----- | -------- | ---- | ---- |
| 碧山       | 6    | 8    | 朝青龍   | 2    | 7    | 朝赤龍   | 7     | 7     | 東龍     | 1    | 1    |
| 安壮富士   | 1    | 0    | 安美錦   | 21   | 19   | 阿夢露   | 2     | 0     | 荒鷲     | 1    | 0    |
| 阿覧       | 7    | 4    | 勢       | 2    | 4    | 石浦     | 0     | 2     | 逸ノ城   | 1    | 1    |
| 岩木山     | 4    | 4    | 潮丸     | 2    | 0    | 遠藤     | 5     | 3     | 炎鵬     | 0    | 1    |
| 皇司       | 3    | 1    | 阿武咲   | 1    | 0    | 大砂嵐   | 1     | 3     | 隠岐の海 | 9(1) | 7    |
| 魁皇       | 8    | 7    | 魁聖     | 6    | 2    | 海鵬     | 2     | 2     | 臥牙丸   | 7    | 3    |
| 鏡桜       | 1    | 0    | 輝       | 1    | 2    | 垣添     | 4     | 3     | 鶴竜     | 9    | 16   |
| 春日王     | 7    | 2    | 春日錦   | 3    | 1    | 片山     | 0     | 3     | 稀勢の里 | 9    | 30   |
| 北桜       | 4    | 0    | 北太樹   | 8    | 5    | 木村山   | 1     | 0     | 旭鷲山   | 2    | 1    |
| 旭秀鵬     | 1    | 3    | 旭天鵬   | 9    | 11   | 豪栄道   | 15    | 14(1) | 黒海     | 5    | 3    |
| 琴恵光     | 0    | 1    | 琴欧洲   | 15   | 15   | 琴奨菊   | 13(1) | 27(1) | 琴ノ若   | 1    | 0    |
| 琴光喜     | 4    | 12   | 琴勇輝   | 3    | 3    | 琴龍     | 1     | 1     | 佐田の海 | 2    | 3    |
| 佐田の富士 | 1    | 0    | 里山     | 1    | 0    | 十文字   | 2     | 7     | 駿傑     | 3    | 1    |
| 常幸龍     | 2    | 2    | 翔天狼   | 5    | 0    | 松鳳山   | 6     | 6(1)  | 青狼     | 2    | 0    |
| 蒼国来     | 3    | 0    | 大栄翔   | 1    | 0    | 大翔鵬   | 1     | 0     | 大真鶴   | 1    | 0    |
| 貴源治     | 1    | 1    | 貴ノ岩   | 0    | 1    | 隆の鶴   | 0     | 1     | 隆乃若   | 4    | 1    |
| 高見盛     | 9    | 7    | 髙安     | 7    | 5    | 宝富士   | 5     | 4     | 豪風     | 8    | 18   |
| 玉飛鳥     | 3    | 0    | 玉春日   | 7    | 2    | 玉乃島   | 8     | 3     | 玉鷲     | 9    | 6    |
| 千代鳳     | 1    | 1    | 千代翔馬 | 0    | 1    | 千代大海 | 6     | 2     | 千代大龍 | 7    | 3    |
| 千代丸     | 2    | 1    | 剣翔     | 0    | 1    | 出島     | 9     | 4     | 照強     | 1    | 1    |
| 照ノ富士   | 4    | 4    | 闘牙     | 0    | 1    | 徳勝龍   | 3     | 3     | 徳瀬川   | 2    | 0    |
| 栃煌山     | 10   | 17   | 栃栄     | 1    | 0    | 栃ノ心   | 8     | 8     | 栃乃洋   | 4    | 4    |
| 栃乃花     | 3    | 0    | 栃乃若   | 3    | 1    | 友風     | 0     | 1     | 豊桜     | 5    | 4    |
| 豊響       | 8    | 4    | 錦木     | 1    | 2(1) | 白鵬     | 2     | 31*   | 白露山   | 0    | 5    |
| 追風海     | 1    | 0    | 把瑠都   | 4    | 18   | 日馬富士 | 9     | 35    | 英乃海   | 2    | 0    |
| 富士東     | 3    | 0    | 武州山   | 3    | 1    | 普天王   | 10    | 6     | 武雄山   | 4    | 3    |
| 豊真将     | 10   | 8    | 北勝力   | 5    | 0    | 誉富士   | 3     | 1     | 舛ノ山   | 1    | 0    |
| 御嶽海     | 0    | 1    | 雅山     | 6    | 5    | 妙義龍   | 5     | 6     | 猛虎浪   | 3    | 0    |
| 矢後       | 1    | 1    | 山本山   | 0    | 1    | 嘉風     | 15(1) | 10(1) | 琉鵬     | 0    | 1    |
| 露鵬       | 3    | 2    | 若荒雄   | 3    | 0    | 若兎馬   | 2     | 0     | 若の里   | 7    | 6    |
| 若ノ鵬     | 1    | 0    |          |      |      |          |       |       |          |      |      |

- 他に優勝決定戦で白鵬に1敗。

## 出演

### テレビ
- バース・デイ「人気力士が大ケガで引退危機…妻子に支えられ復活を目指す激動の日々」（2018年12月1日、TBS）[97]
- ぽかぽか（2023年1月25日 - 、フジテレビ） - 不定期[98]
- モストバリュアブル芸能人（2023年6月21日、テレビ朝日）[99]
- くりぃむクイズ ミラクル9（2023年6月28日、テレビ朝日）[100]
- 帰れマンデー見っけ隊!!（2023年7月3日、テレビ朝日）[101]
- カネ梨和也（2023年7月10日、日本テレビ）[102]
- バスVS鉄道乗り継ぎ対決旅16「北の大地で鬼軍曹が大号泣SP」（2023年7月26日、テレビ東京） - バスチーム[103]
- 和田明日香とゆる宅飲み（2024年2月29日、BSテレ東）[104]
- 発見!タカトシランド（北海道文化放送）
  - 2024年8月9日 - 月寒エリアでお宝店を発見! SP
  - 2024年8月16日 - 美園エリアでお宝店を発見! SP

### ドラマ
- unknown 第3話（2023年5月2日、テレビ朝日） - エキサイト西田 役[105]

### ラジオ
- おとなりさん（2023年6月12日、文化放送）[106]
- MOTIVE!!（2023年6月16日、bayfm）[107]
- 生島ヒロシのおはよう一直線（2023年7月21日・28日、TBSラジオ）[108]
- ヱビスビール presents Colour Your Time（2023年7月23日、TOKYO FM）[109]

### Web配信
- 田中圭24時間テレビ（2018年12月16日、AbemaSPECIAL2）[110]
- 大相撲LIVE中継（2023年7月17日、AbemaTV）- 大相撲七月場所九日目解説[111]

## 改名歴
- 梶原 大樹（かじわら だいき）2002年1月場所 - 2002年5月場所
- 豊ノ島 大樹（とよのしま - ）2002年7月場所 - 2020年7月場所

## 年寄変遷
- 井筒 大樹（いづつ だいき）2020年4月17日 - 2023年1月4日